# Liste der Down-Beat-Poll-Sieger der 1980er Jahre
Dies ist eine Liste der Poll-Gewinner (Leser und Kritiker) der Zeitschrift Down Beat in den 1980er Jahren.

## 1980
Kritiker-Poll:
- Hall of Fame: Max Roach
- Big Band: Toshiko Akiyoshi - Lew Tabackin
- Jazz Gruppe: Art Ensemble of Chicago
- Altsaxophon: Art Pepper
- Tenorsaxophon: Sonny Rollins
- Baritonsaxophon: Pepper Adams
- Sopransaxophon: Steve Lacy
- Trompete: Dizzy Gillespie
- Posaune: Albert Mangelsdorff
- Klarinette: Anthony Braxton
- Flöte: Lew Tabackin
- Gitarre: Joe Pass
- Violine: Stephane Grappelli
- Bass, akustisch: Charlie Haden
- Bass, elektrisch: Jaco Pastorius
- Schlagzeug: Max Roach
- Percussion: Airto Moreira
- Vibraphon: Milt Jackson
- Klavier: Cecil Taylor
- Orgel: Jimmy Smith
- Electric Keyboard: Chick Corea
- sonstige Instrumente: Toots Thielemans (Harmonika)
- Arrangeur: Gil Evans
- Komponist: Carla Bley
- Vokalkünstler: Joe Williams
- Vokalkünstlerin: Sarah Vaughan
- Label: Inner City Records, ECM
- Produzent: Michael Cuscuna
- Blues-Künstler: Stevie Wonder
- Jazz-Album des Jahres: Air Air Lore (Arista/Novus)
- Reissue des Jahres: Charles Mingus Mingus at Antibes (Atlantic)

Leser-Poll:
- Hall of Fame: Dexter Gordon
- Jazzmusiker des Jahres: Dexter Gordon
- Jazz-Album des Jahres: Jack DeJohnette Special Edition
- „Beyond“-Album des Jahres: The Clash London Calling
- Big Band: Toshiko Akiyoshi/Lew Tabackin
- akustische Jazz-Gruppe: Weather Report
- Altsaxophon: Phil Woods
- Tenorsaxophon: Dexter Gordon
- Baritonsaxophon: Gerry Mulligan
- Sopransaxophon: Wayne Shorter
- Trompete: Woody Shaw
- Posaune: Bill Watrous
- Klarinette: Anthony Braxton
- Flöte: Hubert Laws
- Schlagzeug: Jack DeJohnette
- Percussion: Airto Moreira
- Vibraphon: Gary Burton
- Akustischer Bass: Ron Carter
- Elektrischer Bass: Jaco Pastorius
- Gitarre: Joe Pass
- Klavier: McCoy Tyner
- Elektrisches Keyboard: Chick Corea
- Orgel: Jimmy Smith
- sonstige Instrumente: Toots Thielemans (Harmonika)
- Komponist: Toshiko Akiyoshi
- Arrangeur: Toshiko Akiyoshi
- Vokalkünstler: Al Jarreau
- Vokalkünstlerin: Flora Purim
- „Beyond“-Gruppe: Earth, Wind & Fire
- Blues-Musiker: Stevie Wonder

## 1981
Kritiker-Poll:
- Hall of Fame: Bill Evans
- Jazz-Album des Jahres: Art Ensemble of Chicago Full Force (ECM)
- Big Band: Toshiko Akiyoshi/Lew Tabackin
- Akustische Band: Art Ensemble of Chicago
- Altsaxophon: Phil Woods
- Tenorsaxophon: Dexter Gordon
- Baritonsaxophon: Pepper Adams
- Sopransaxophon: Steve Lacy
- Trompete: Dizzy Gillespie
- Posaune: Jimmy Knepper
- Klarinette: Anthony Braxton
- Flöte: Lew Tabackin
- Schlagzeug: Max Roach
- Percussion: Airto Moreira
- Vibraphon: Milt Jackson
- Bass (akustisch): Niels-Henning Ørsted Pedersen
- Elektrischer Bass: Jaco Pastorius
- Violine: Stephane Grappelli
- Gitarre: Joe Pass
- Klavier: Cecil Taylor
- Orgel: Jimmy Smith
- Electric Keyboard: Joe Zawinul
- Sonstige Instrumente: Toots Thielemans, Harmonika
- Arrangeur: Gil Evans
- Komponist: Toshiko Akiyoshi
- Label: Concord Records
- Vokalkünstler: Joe Williams
- Vokalkünstlerin: Sarah Vaughan
- Blues-Künstler: Stevie Wonder
- Produzent: Michael Cuscuna
- Reissue des Jahres: Lennie Tristano Requiem (Atlantic)

Leser-Poll:
- Hall of Fame: Art Blakey
- Jazzmusiker des Jahres: Miles Davis
- Jazz-Album des Jahres: Miles Davis Man with the horn (Columbia)
- „Beyond“-Album des Jahres: Steely Dan Gaucho
- Big Band: Toshiko Akiyoshi/Lew Tabackin
- Akustische Jazz-Gruppe: Weather Report
- Altsaxophon: Phil Woods
- Tenorsaxophon: Dexter Gordon
- Baritonsaxophon: Gerry Mulligan
- Sopransaxophon: Wayne Shorter
- Trompete: Freddie Hubbard
- Posaune: Jimmy Knepper
- Klarinette: Anthony Braxton
- Flöte: Lew Tabackin
- Schlagzeug: Jack DeJohnette
- Percussion: Airto Moreira
- Vibraphon: Gary Burton
- Akustischer Bass: Ron Carter
- Elektrischer Bass: Jaco Pastorius
- Gitarre: Joe Pass
- Klavier: Oscar Peterson
- Elektrisches Keyboard: Chick Corea
- Orgel: Jimmy Smith
- sonstige Instrumente: Toots Thielemans (Harmonika)
- Komponist: Toshiko Akiyoshi
- Arrangeur: Toshiko Akiyoshi
- Vokalkünstler: Al Jarreau
- Vokalkünstlerin: Sarah Vaughan
- „Beyond“-Gruppe: Steely Dan
- Blues-Musiker: Stevie Wonder

## 1982
Kritiker-Poll:
- Hall of Fame: Fats Navarro
- Big Band: Toshiko Akiyoshi - Lew Tabackin
- Jazz-Gruppe: Art Ensemble of Chicago
- Altsaxophon: Phil Woods
- Tenorsaxophon: Archie Shepp
- Baritonsaxophon: Pepper Adams
- Sopransaxophon: Steve Lacy
- Trompete: Lester Bowie
- Posaune: Jimmy Knepper
- Klarinette: Anthony Braxton
- Flöte: James Newton
- Gitarre: Jim Hall
- Violine: Stephane Grappelli
- Bass, akustisch: Charlie Haden
- Bass, elektrisch: Steve Swallow
- Schlagzeug: Max Roach
- Percussion: Airto Moreira
- Vibraphon: Milt Jackson
- Klavier: Cecil Taylor
- Orgel: Sun Ra
- Electric Keyboard: Chick Corea
- sonstige Instrumente: Toots Thielemans (Harmonika)
- Arrangeur: Toshiko Akiyoshi
- Komponist: Toshiko Akiyoshi
- Vokalkünstler: Joe Williams
- Vokalkünstlerin: Sarah Vaughan
- Label: Concord Jazz, HatHut Records
- Produzent: Giovanni Bonandrini, Carl Jefferson
- Blues-Künstler: Stevie Wonder
- Jazz-Album des Jahres: Old and New Dreams Playing (ECM)
- Reissue des Jahres: Steve Lacy Evidence (Prestige)

Leser-Poll:
- Hall of Fame: Art Pepper
- Jazzmusiker des Jahres: Wynton Marsalis
- Jazz Album des Jahres: Wynton Marsalis Wynton Marsalis (Columbia)
- „Beyond“-Album des Jahres: The Police In the machine
- Big Band: Toshiko Akiyoshi/Lew Tabackin
- Akustische Jazz Gruppe: Weather Report
- Altsaxophon: Phil Woods
- Tenorsaxophon: Sonny Rollins
- Baritonsaxophon: Pepper Adams
- Sopransaxophon: Wayne Shorter
- Trompete: Wynton Marsalis
- Posaune: Jimmy Knepper
- Klarinette: Benny Goodman
- Flöte: Lew Tabackin
- Schlagzeug: Jack DeJohnette
- Percussion: Airto Moreira
- Vibraphon: Gary Burton
- Akustischer Bass: Ron Carter
- Elektrischer Bass: Jaco Pastorius
- Gitarre: Joe Pass
- Klavier: Oscar Peterson
- Elektrisches Keyboard: Chick Corea
- Orgel: Jimmy Smith
- sonstige Instrumente: Toots Thielemans (Harmonika)
- Komponist: Toshiko Akiyoshi
- Arrangeur: Toshiko Akiyoshi
- Vokalkünstler: Al Jarreau
- Vokalkünstlerin: Sarah Vaughan
- „Beyond“-Gruppe: Earth, Wind & Fire
- Blues-Musiker: Stevie Wonder

## 1983
Kritiker-Poll:
- Hall of Fame: Albert Ayler
- Big Band: Toshiko Akiyoshi - Lew Tabackin
- Jazz-Gruppe, akustisch: Art Blakey
- Jazz-Gruppe, elektrisch: Weather Report
- Altsaxophon: Phil Woods
- Tenorsaxophon: Sonny Rollins
- Baritonsaxophon: Pepper Adams
- Sopransaxophon: Steve Lacy
- Trompete: Lester Bowie
- Posaune: Jimmy Knepper
- Klarinette: Anthony Braxton
- Flöte: James Newton
- Gitarre: Jim Hall
- Violine: Stephane Grappelli
- Bass, akustisch: Charlie Haden
- Bass, elektrisch: Steve Swallow
- Schlagzeug: Max Roach
- Percussion: Naná Vasconcelos
- Vibraphon: Gary Burton
- Klavier: Cecil Taylor
- Orgel: Jimmy Smith
- Electric Keyboard: Joe Zawinul
- Sonstige Instrumente: Howard Johnson (Tuba)
- Arrangeur: Gil Evans
- Komponist: Carla Bley
- Vokalkünstler: Joe Williams
- Vokalkünstlerin: Sarah Vaughan
- Label: Elektra/Musician
- Produzent: Giovanni Bonandrini
- Blues-Künstler: Ray Charles
- Jazz-Album des Jahres: Muhal Richard Abrams Black Forever (Black Saint)
- Reissue des Jahres: Pee Wee Russell Pied Piper of Jazz (Columbia, Commodore)

Leser-Poll:
- Hall of Fame: Stephane Grappelli
- Jazzmusiker des Jahres: Wynton Marsalis
- Jazz Album des Jahres: Miles Davis Star People (Columbia)
- „Beyond“-Album des Jahres: The Police Synchronicity
- Big Band: Count Basie
- Akustische Jazz Gruppe: Art Blakey’s Jazz Messengers
- Elektrische Jazz Gruppe: Weather Report
- Altsaxophon: Phil Woods
- Tenorsaxophon: Sonny Rollins
- Baritonsaxophon: Gerry Mulligan
- Sopransaxophon: Wayne Shorter
- Trompete: Wynton Marsalis
- Posaune: Jimmy Knepper
- Klarinette: Benny Goodman
- Flöte: James Newton
- Schlagzeug: Jack DeJohnette
- Percussion: Naná Vasconcelos
- Vibraphon: Gary Burton
- Akustischer Bass: Ron Carter
- Elektrischer Bass: Jaco Pastorius
- Gitarre: Pat Metheny
- Klavier: Oscar Peterson
- Elektrisches Keyboard: Chick Corea
- Orgel: Jimmy Smith
- Sonstige Instrumente: Toots Thielemans (Harmonika)
- Komponist: Carla Bley
- Arrangeur: Gil Evans
- Männlicher Vokalkünstler: Al Jarreau
- Weibliche Vokalkünstlerin: Sarah Vaughan
- „Beyond“-Gruppe: The Police
- „Beyond“-Künstler: Donald Fagen

## 1984
Kritiker-Poll:
- Hall of Fame: Sun Ra
- Big Band: Count Basie
- Jazz Gruppe, akustisch: Art Blakey
- Jazz Gruppe, elektrisch: Weather Report
- Altsaxophon: Phil Woods
- Tenorsaxophon: Sonny Rollins
- Baritonsaxophon: Pepper Adams
- Sopransaxophon: Steve Lacy
- Trompete: Wynton Marsalis
- Posaune: Jimmy Knepper
- Klarinette: John Carter
- Flöte: James Newton
- Gitarre: Joe Pass
- Violine: Stephane Grappelli
- Bass, akustisch: Charlie Haden
- Bass, elektrisch: Steve Swallow
- Schlagzeug: Max Roach
- Percussion: Naná Vasconcelos
- Vibraphon: Milt Jackson
- Klavier: Cecil Taylor
- Orgel: Jimmy Smith
- Electric Keyboard: Joe Zawinul
- sonstige Instrumente: Toots Thielemans (Harmonika)
- Arrangeur: Gil Evans
- Komponist: Carla Bley
- Vokalkünstler: Joe Williams
- Vokalkünstlerin: Sarah Vaughan
- Label: Black Saint/Soul Note
- Produzent: Giovanni Bonandrini
- Blues-Künstler: Ray Charles
- Beyond-Gruppe: The Police
- Jazz Album des Jahres: Charlie Haden The Ballad of the Fallen (ECM)
- Reissue des Jahres: Thelonious Monk The Complete Blue Note Recordings of Thelonious Monk (Mosaic)

Leser-Poll:
- Hall of Fame: Oscar Peterson
- Jazzmusiker des Jahres: Wynton Marsalis
- Jazz Album des Jahres: Miles Davis Decoy (Columbia)
- „Beyond“-Album des Jahres: Bruce Springsteen Born in the USA
- Big Band: Count Basie
- Akustische Jazz Gruppe: Wynton Marsalis Quartet
- Elektrische Jazz Gruppe: Weather Report
- Altsaxophon: Phil Woods
- Tenorsaxophon: Sonny Rollins
- Baritonsaxophon: Gerry Mulligan
- Sopransaxophon: Wayne Shorter
- Trompete: Wynton Marsalis
- Posaune: Jimmy Knepper
- Klarinette: Buddy DeFranco
- Flöte: James Newton
- Schlagzeug: Jack DeJohnette
- Percussion: Naná Vasconcelos
- Vibraphon: Gary Burton
- Akustischer Bass: Charlie Haden
- Elektrischer Bass: Jaco Pastorius
- Gitarre: Joe Pass
- Klavier: Oscar Peterson
- Elektrisches Keyboard: Chick Corea
- Orgel: Jimmy Smith
- sonstige Instrumente: Toots Thielemans (Harmonika)
- Komponist: Carla Bley
- Arrangeur: Gil Evans
- Vokalkünstler: Bobby McFerrin
- Vokalkünstlerin: Sarah Vaughan
- „Beyond“-Gruppe: The Police
- „Beyond“-Künstler: Michael Jackson

## 1985
Kritiker-Poll:
- Hall of Fame: Zoot Sims
- Jazz-Album des Jahres: Verschiedene: That’s the way I feel now - a tribute to Thelonious Monk
- Big Band: Sun Ra
- Akustische Band: Art Ensemble of Chicago
- Elektrische Band: Miles Davis
- Altsaxophon: Phil Woods
- Tenorsaxophon: Dexter Gordon
- Baritonsaxophon: Pepper Adams
- Sopransaxophon: Steve Lacy
- Trompete: Wynton Marsalis
- Posaune: Jimmy Knepper
- Klarinette: John Carter
- Flöte: James Newton
- Schlagzeug: Max Roach
- Percussion: Naná Vasconcelos
- Vibraphon: Milt Jackson
- Bass (akustisch): Charlie Haden
- Elektrischer Bass: Steve Swallow
- Violine: Stephane Grappelli
- Gitarre: Jim Hall
- Klavier: Cecil Taylor
- Orgel: Jimmy Smith
- Electric Keyboard: Joe Zawinul
- Sonstige Instrumente: Toots Thielemans, Harmonika
- Arrangeur: Gil Evans
- Komponist: Carla Bley
- Label: Black Saint/Soul Note
- Vokalkünstler: Joe Williams
- Vokalkünstlerin: Sarah Vaughan
- Blues-Künstler: Stevie Wonder
- Produzent: Giovanni Bonandrini
- Reissue des Jahres: Clifford Brown The complete Blue Note and Pacific Jazz Recordings (Mosaic)

Leser-Poll:
- Hall of Fame: Sarah Vaughan
- Jazzmusiker des Jahres: Wynton Marsalis
- Jazz Album des Jahres: Jack DeJohnette Album Album (ECM)
- „Beyond“-Album des Jahres: Sting The Dream of the Blue Turtles
- Big Band: Count Basie
- akustische Jazz-Gruppe: Phil Woods
- elektrische Jazz-Gruppe: Miles Davis
- Altsaxophon: Phil Woods
- Tenorsaxophon: Sonny Rollins
- Baritonsaxophon: Gerry Mulligan
- Sopransaxophon: Wayne Shorter
- Trompete: Wynton Marsalis
- Posaune: J. J. Johnson
- Klarinette: Buddy DeFranco
- Flöte: James Newton
- Schlagzeug: Jack DeJohnette
- Percussion: Airto Moreira
- Vibraphon: Gary Burton
- Akustischer Bass: Ron Carter
- Elektrischer Bass: Steve Swallow
- Gitarre: Stanley Jordan
- Klavier: Oscar Peterson
- Elektrisches Keyboard: Chick Corea
- Orgel: Jimmy Smith
- sonstige Instrumente: Toots Thielemans (Harmonika)
- Komponist: Carla Bley
- Arrangeur: Gil Evans
- Vokalkünstler: Bobby McFerrin
- Vokalkünstlerin: Sarah Vaughan
- „Beyond“-Gruppe: Sting
- „Beyond“-Künstler: Sting

## 1986
Kritiker-Poll:
- Hall of Fame: Gil Evans
- Jazz-Album des Jahres: James Newton The African Flower
- Big Band: Count Basie
- Akustische Band: Art Blakey and the Jazz Messengers
- Elektrische Band: Miles Davis
- Altsaxophon: Ornette Coleman
- Tenorsaxophon: Dexter Gordon
- Baritonsaxophon: Pepper Adams
- Sopransaxophon: Steve Lacy
- Trompete: Lester Bowie
- Posaune: Jimmy Knepper
- Klarinette: John Carter
- Flöte: James Newton
- Schlagzeug: Max Roach
- Percussion: Naná Vasconcelos
- Vibraphon: Milt Jackson
- Bass (akustisch): Charlie Haden
- Elektrischer Bass: Steve Swallow
- Violine: Stephane Grappelli
- Gitarre: John Scofield
- Klavier: Cecil Taylor
- Orgel: Jimmy Smith
- Electric Keyboard: Chick Corea
- Sonstige Instrumente: Toots Thielemans, Harmonika
- Arrangeur: Gil Evans
- Komponist: Carla Bley
- Label: Black Saint/Soul Note
- Vokalkünstler: Joe Williams
- Vokalkünstlerin: Sarah Vaughan
- Blues-Künstler: Ray Charles
- Beyond-Künstler: Stevie Wonder
- Produzent: Michael Cuscuna
- Reissue des Jahres: Charles Mingus The Complete Candid Recordings (Mosaic), Ben Webster Complete Ben Webster on EmArcy (EmArcy/Polygram)

Leser-Poll:
- Hall of Fame: Stan Getz
- Jazzmusiker des Jahres: Wynton Marsalis
- Jazz Album des Jahres: Pat Metheny, Ornette Coleman Song X (Geffen)
- Blues Album des Jahres: Stevie Wonder In Small circles (Motown)
- „Beyond“-Album des Jahres: Whitney Houston Whitney Houston (Arista)
- Big Band: Count Basie
- akustische Jazz-Gruppe: Art Blakey and the Jazz Messengers
- Elektrische Jazz-Gruppe: Miles Davis
- Altsaxophon: Phil Woods
- Tenorsaxophon: Sonny Rollins
- Baritonsaxophon: Gerry Mulligan
- Sopransaxophon: Wayne Shorter
- Trompete: Wynton Marsalis
- Posaune: J. J. Johnson
- Klarinette: Eddie Daniels
- Flöte: James Newton
- Schlagzeug: Jack DeJohnette
- Percussion: Airto Moreira
- Vibraphon: Gary Burton
- Akustischer Bass: Ron Carter
- Elektrischer Bass: Steve Swallow
- Gitarre: Pat Metheny
- Klavier: Oscar Peterson
- Elektrisches Keyboard: Chick Corea
- Orgel: Jimmy Smith
- Sonstige Instrumente: Toots Thielemans (Harmonika)
- Komponist: Toshiko Akiyoshi
- Arrangeur: Gil Evans
- Vokalkünstler: Bobby McFerrin
- Vokalkünstlerin: Sarah Vaughan
- Blues-Künstler: Stevie Wonder
- Blues-Gruppe: Neville Brothers
- „Beyond“-Gruppe: Sting
- „Beyond“-Künstler: Sting

## 1987
Kritiker-Poll:
- Hall of Fame: Johnny Dodds, Thad Jones, Teddy Wilson
- Big Band: Gil Evans
- Jazz Gruppe, akustisch: Art Blakey’s Jazz Messengers
- Jazz Gruppe, elektrisch: Ornette Coleman and Prime Time
- Altsaxophon: Ornette Coleman
- Tenorsaxophon: Sonny Rollins
- Baritonsaxophon: Gerry Mulligan
- Sopransaxophon: Steve Lacy
- Trompete: Lester Bowie
- Posaune: Ray Anderson, Jimmy Knepper
- Klarinette: John Carter
- Flöte: James Newton
- Gitarre: Jim Hall
- Violine: Stephane Grappelli
- Bass, akustisch: Charlie Haden
- Bass, elektrisch: Steve Swallow
- Schlagzeug: Max Roach
- Percussion: Naná Vasconcelos
- Vibraphon: Milt Jackson
- Klavier: Cecil Taylor
- Orgel: Jimmy Smith
- Electric Keyboard: Chick Corea
- Sonstige Instrumente: Toots Thielemans (Harmonika)
- Arrangeur: Gil Evans
- Komponist: Carla Bley
- Vokalkünstler: Bobby McFerrin
- Vokalkünstlerin: Sarah Vaughan
- Label: Black Saint/Soul Note
- Produzent: Giovanni Bonandrini
- Blues-Künstler: Ray Charles
- Beyond-Künstler: Paul Simon
- Jazz-Album des Jahres: Ornette Coleman, Pat Metheny Song X (Geffen)
- Reissue des Jahres: Duke Ellington The Blanton/Webster Years (RCA, Bluebird), Thelonious Monk The Complete Riverside Recordings (Riverside)

Leser-Poll:
- Hall of Fame: Lionel Hampton
- Jazzmusiker des Jahres: Ornette Coleman
- Jazz Album des Jahres: Michael Brecker Michael Brecker (Impulse!)
- „Beyond“-Album des Jahres: Paul Simon Graceland (Warner)
- Big Band: Gil Evans
- Akustische Jazz Gruppe: Art Blakey and the Jazz Messengers
- Elektrische Jazz Gruppe: Pat Metheny Group
- Altsaxophon: Phil Woods
- Tenorsaxophon: Michael Brecker
- Baritonsaxophon: Gerry Mulligan
- Sopransaxophon: Wayne Shorter
- Trompete: Wynton Marsalis
- Posaune: J. J. Johnson
- Klarinette: Eddie Daniels
- Flöte: James Newton
- Schlagzeug: Jack DeJohnette
- Percussion: Naná Vasconcelos
- Vibraphon: Gary Burton
- Akustischer Bass: Charlie Haden
- Elektrischer Bass: Marcus Miller
- Gitarre: Pat Metheny
- Klavier: McCoy Tyner
- Elektrisches Keyboard: Chick Corea
- Orgel: Jimmy Smith
- sonstige Instrumente: Toots Thielemans (Harmonika)
- Komponist: Carla Bley
- Arrangeur: Gil Evans
- Vokalkünstler: Bobby McFerrin
- Vokalkünstlerin: Sarah Vaughan
- „Beyond“-Gruppe: Sting
- „Beyond“-Künstler: Paul Simon

## 1988
Kritiker-Poll:
- Hall of Fame: Kenny Clarke
- Jazz-Album des Jahres: Ornette Coleman In all languages (Caravan of Dreams)
- Big Band: Sun Ra
- Akustische Band: Phil Woods Quintet
- Elektrische Band: Ornette Coleman and Prime Time
- Altsaxophon: Phil Woods
- Tenorsaxophon: Sonny Rollins
- Baritonsaxophon: Gerry Mulligan
- Sopransaxophon: Steve Lacy
- Trompete: Wynton Marsalis
- Posaune: Ray Anderson
- Klarinette: John Carter
- Flöte: James Newton
- Schlagzeug: Max Roach
- Percussion: Naná Vasconcelos
- Vibraphon: Milt Jackson
- Bass (akustisch): Charlie Haden
- Elektrischer Bass: Steve Swallow
- Violine: Stephane Grappelli
- Gitarre: Jim Hall
- Klavier: Cecil Taylor
- Orgel: Jimmy Smith
- Electric Keyboard: Chick Corea
- sonstige Instrumente: Toots Thielemans, Harmonika
- Arrangeur: Gil Evans
- Komponist: Henry Threadgill
- Label: Black Saint/Soul Note
- Vokalkünstler: Bobby McFerrin
- Vokalkünstlerin: Sarah Vaughan
- Blues-Künstler: Ray Charles
- Beyond-Künstler: Sting
- Produzent: Giovanni Bonandrini
- Reissue des Jahres: Herbie Nichols The complete Blue Note Recordings (Mosaic)

Leser-Poll:
- Hall of Fame: Jaco Pastorius
- Jazzmusiker des Jahres: Wynton Marsalis
- Jazz Album des Jahres: Wynton Marsalis Standard Time (Columbia)
- „Beyond“-Album des Jahres: Sting Nothing like the sun (A & M)
- Blues Album des Jahres: Stevie Wonder Characters (Motown)
- Big Band: Gil Evans
- akustische Jazz-Gruppe: Phil Woods
- elektrische Jazz-Gruppe: Chick Corea Electric Band
- Altsaxophon: Phil Woods
- Tenorsaxophon: Michael Brecker
- Baritonsaxophon: Gerry Mulligan
- Sopransaxophon: Steve Lacy
- Trompete: Wynton Marsalis
- Posaune: J. J. Johnson
- Klarinette: Eddie Daniels
- Flöte: James Newton
- Schlagzeug: Jack DeJohnette
- Percussion: Airto Moreira
- Vibraphon: Milt Jackson
- Akustischer Bass: Charlie Haden
- Elektrischer Bass: Steve Swallow
- Gitarre: Pat Metheny, John Scofield
- Klavier: Oscar Peterson
- Elektrisches Keyboard: Chick Corea
- Orgel: Jimmy Smith
- sonstige Instrumente: Toots Thielemans (Harmonika)
- Komponist: Henry Threadgill
- Arrangeur: Gil Evans
- Vokalkünstler: Bobby McFerrin
- Vokalkünstlerin: Sarah Vaughan
- „Beyond“-Gruppe: Sting
- „Beyond“-Künstler: Sting

## 1989
Kritiker-Poll:
- Hall of Fame: Chet Baker
- Big Band: Sun Ra Arkestra
- Jazz Gruppe, akustisch: Phil Woods
- Jazz Gruppe, elektrisch: Miles Davis
- Altsaxophon: Phil Woods
- Tenorsaxophon: Sonny Rollins
- Baritonsaxophon: Gerry Mulligan
- Sopransaxophon: Steve Lacy
- Trompete: Wynton Marsalis
- Posaune: Ray Anderson
- Klarinette: John Carter
- Flöte: James Newton
- Gitarre: John Scofield
- Violine: Stephane Grappelli
- Bass, akustisch: Charlie Haden
- Bass, elektrisch: Steve Swallow
- Schlagzeug: Max Roach
- Percussion: Naná Vasconcelos
- Vibraphon: Milt Jackson
- Klavier: Cecil Taylor
- Orgel: Jimmy Smith
- Electric Keyboard: Sun Ra
- Sonstige Instrumente: Toots Thielemans (Harmonika)
- Arrangeur: Benny Carter
- Komponist: Henry Threadgill
- Vokalkünstler: Joe Williams
- Vokalkünstlerin: Betty Carter
- Label: Black Saint/Soul Note
- Produzent: Giovanni Bonandrini
- Blues-Künstler bzw. -Gruppe: Ray Charles
- Beyond-Künstler: Sting
- Jazz-Album des Jahres: Jack DeJohnette Audio Visualscapes (Impulse)
- Reissue des Jahres: Charlie Parker The Complete Charlie Parker on Verve (Verve)

Leser-Poll:
- Hall of Fame: Woody Shaw
- Jazzmusiker des Jahres: Wynton Marsalis
- Jazz Album des Jahres: Pat Metheny Letter from Home (Geffen)
- „Beyond“-Album des Jahres: Prince Batman (Warner Bros. Records)
- Big Band: Sun Ra
- Akustische Jazz-Gruppe: Phil Woods
- Elektrische Jazz-Gruppe: Miles Davis
- Altsaxophon: Phil Woods
- Tenorsaxophon: Sonny Rollins
- Baritonsaxophon: Gerry Mulligan
- Sopransaxophon: Branford Marsalis
- Trompete: Wynton Marsalis
- Posaune: J. J. Johnson
- Klarinette: Eddie Daniels
- Flöte: James Newton
- Schlagzeug: Jack DeJohnette
- Percussion: Tito Puente
- Vibraphon: Milt Jackson
- Akustischer Bass: Charlie Haden
- Elektrischer Bass: Steve Swallow
- Gitarre: Pat Metheny
- Klavier: Oscar Peterson
- Elektrisches Keyboard: Joe Zawinul
- Orgel: Jimmy Smith
- Sonstige Instrumente: Toots Thielemans (Harmonika)
- Komponist: Henry Threadgill
- Arrangeur: Toshiko Akiyoshi
- Vokalkünstler: Bobby McFerrin
- Vokalkünstlerin: Betty Carter
- „Beyond“-Gruppe: Sting
- „Beyond“-Künstler: Sting